# Domaine de Sano
Le domaine de Sano (佐野藩, Sano-han) est un fief féodal japonais de l'époque d'Edo situé dans la province de Shimotsuke (actuelle préfecture de Tochigi). Il était dirigé à partir de l'actuelle ville de Sano par une branche cadette du clan Hotta.

## Histoire
Le clan Sano est une branche du clan Oyama qui s'établit dans le shōen de Sano durant l'époque de Kamakura, et qui dirige la région pendant quinze générations à partir de sa forteresse sur une montagne imprenable, le château de Karasawayama. La région est contestée durant l'époque Sengoku entre les forces du clan Uesugi et le clan Go-Hōjō, et le château de Karasawayama résiste à dix assauts infructueux du célèbre seigneur de guerre Uesugi Kenshin. Le chef de la 17e génération du clan Sano, Sano Munetsuna, est vaincu par Nagao Akinaga, mais les territoires des Sano leur sont restaurés par Toyotomi Hideyoshi en reconnaissance de leurs efforts à la bataille d'Odawara de 1590.
Après la prise de contrôle de la région de Kantō par Tokugawa Ieyasu en 1592, il confirme le statut de daimyō de Sano Nobuyoshi avec une terre de 35 000 koku de revenus. C'est le début de l'existence du domaine de Sano. Cependant, le clan Sano est dépossédé de ses terres en 1614 pour des raisons encore non expliquées.
Durant le règne du shogun Tokugawa Ietsuna, le domaine de Sano est restauré avec un revenu de 10 000 koku comme un sous-fief du domaine de Sakura pour Hotta Masataka, le troisième fils du tairō Hotta Masatoshi. Les Hotta construisent un modeste jin'ya à partir duquel ils dirigent le domaine en lien avec son statut mineur. Cependant, lorsque Hotta Masataka est transféré au domaine de Katada dans la province d'Ōmi en 1698, le domaine revient au shogunat Tokugawa. Le descendant de 4e génération de Hotta Masatoshi, Hotta Masaatsu, quitte Katada pour revenir à Sano en 1826, où ses descendants continuent de résider jusqu'à la fin du shogunat. Le domaine soutient très tôt la cause pro-impérial lors de la guerre de Boshin de la restauration de Meiji.
Après l'abolition du système han de juillet 1871, le domaine de Sano devient une partie de la préfecture de Tochigi.
Le domaine avait une population de 11 893 personnes réparties dans 2 516 foyers, dont 1 101 samouraïs représentant 230 foyers selon un recensement de 1870.

## Possessions à la fin de l'époque d'Edo
Comme la plupart des domaines japonais, Sano est composé de plusieurs territoires discontinus dont la valeur kokudaka est fondée sur une estimation périodique du potentiel agricole,.
- Province de Shimotsuke
  - 3 villages dans le district d'Aso
- Province de Kozuke
  - 6 villages dans le district de Seta
  - 4 villages dans le district de Midono
  - 1 villages dans le district de Nitta
  - 1 villages dans le district de Yamada
- Province d'Ōmi
  - 20 villages dans le district de Shiga

## Liste des daimyōs
| #                            | Nom                         | Règne     | Titre de courtoisie      | Rang de cour             | Kokudaka             |
| ---------------------------- | --------------------------- | --------- | ------------------------ | ------------------------ | -------------------- |
| Clan Sano (tozama) 1600-1613 |                             |           |                          |                          |                      |
| 1                            | Sano Nobuyoshi (佐野 信吉)  | 1600-1613 | Shuri-daibu (修理大夫)   | 5e inférieur (従五位下)  | 39 000 koku          |
| Shogunat Tokugawa 1613-1698  |                             |           |                          |                          |                      |
| Clan Hotta (fudai) 1684-1684 |                             |           |                          |                          |                      |
| 1                            | Hotta Masataka (堀田 正高)  | 1684-1608 | Bungo-no-kami (備後守)   | 5e inférieur (従五位下)  | 10 000 koku          |
| Shogunat Tokugawa 1698-1826  |                             |           |                          |                          |                      |
| Clan Hotta (fudai) 1826-1871 |                             |           |                          |                          |                      |
| 1                            | Hotta Masaatsu (堀田正敦)   | 1826-1832 | Settsu-no-kami (摂津守)  | 5e inférieur (従五位下)  | 13 000 → 16 000 koku |
| 2                            | Hotta Masahira (堀田 正衡)  | 1832-1854 | Settsu-no-kami (摂津守)  | 5e inférieur (従五 位下) | 16 000 koku          |
| 3                            | Hotta Masatsugu (堀田 正頌) | 1832-1688 | Shinano-no-kami (信濃守) | 5e inférieur (従五 位下) | 16 000 koku          |